# La tentazione di sant'Antonio (opera teatrale)
(G. K. Chesterton, La tentazione di sant'Antonio)
La tentazione di sant'Antonio (The Temptation of St. Anthony) è un'opera teatrale di Gilbert Keith Chesterton, pubblicata su G. K.'s Weekly nel 1925.
Il dramma, in un'unica scena, costituisce una sorta di continuazione umoristica de La tentazione di Sant'Antonio di Gustave Flaubert. Nell'opera di Chesterton, a visitare l'eremita sono lo Spirito del tempo e la Forza vitale, che intendono tentarlo mostrandogli le nuove religioni e filosofie del mondo moderno. Il santo non è minimamente impressionato, e le religioni nuove si rivelano essere, l'una dopo l'altra, nient'altro che dozzinali riproposizioni di fedi antiche.